# Okriocythere cheia
Okriocythere cheia är en kräftdjursart som beskrevs av C. W. Hart 1964. Okriocythere cheia ingår i släktet Okriocythere och familjen Entocytheridae. Inga underarter finns listade i Catalogue of Life.